# PRA - Registre public italien des automobiles
Le PRA - Registre public des automobiles, en Italie est un registre officiel instauré par le décret royal RDL n° 436 du 15 mars 1927 et confié à la direction de l'Automobile Club d'Italia. Avec l'arrêté royal R.D. n° 1814 du 29 juillet 1927, les termes de son application ont été approuvés.

## Caractéristiques
Sa création avait pour but d'éliminer toutes les incertitudes et les différends inhérents à la propriété des véhicules. Le royaume d'Italie passait ainsi d'un régime de biens mobiliers communs, où « la possession vaut titre », au régime de  « biens mobiliers immatriculés ». A l'origine, les véhicules automobiles, dénomination qui regroupe « les voitures, camions, tracteurs avec les véhicules tractés y afférents et tout autre véhicule engin similaire à ceux-ci », ainsi que les motocycles « à l'exclusion des cycles équipés de petits moteurs auxiliaires, communément appelés motocyclettes ou motos légères".

## Histoire
La voiture a commencé à devenir un phénomène important en Italie au début du XXe siècle, dès l'année 1900. Auparavant, il n'y avait pas de lois régissant l'utilisation et la circulation des véhicules, encore moins garantissant les propriétaires. Tout conflit sur la propriété d'un véhicule était régi par l'art. 707 du Code civil de 1865 qui établissait que « la possession vaut titre ». En pratique, quiconque était en possession du véhicule était considéré comme son propriétaire.
Lorsque les véhicules ont commencé à prendre une importance économique significative, cette approche a dû être repensée.
C'est ainsi que la PRA a été créé en 1927, registre officiel qui a permis de s'affranchir de « possession vaut titre ». Le PRA reçoit tous les actes de vente de véhicules, doit les vérifier et les transcrire sur le Registre. Il conserve tous les documents relatifs au transfert de propriété, les actes publics et sous seing privé authentiques, il en remet une copie à toute personne intéressée ; il établit des statistiques et publie également des enquêtes et des certifications sur ce qui est contenu dans les archives.
Grâce à la l'autorité administrative garantie par le PRA, le propriétaire d'un véhicule peut également faire garantir une dette avec la valeur de son véhicule comme caution, en faisant enregistrer une hypothèque sur celui-ci.
La tenue du registre public est confiée à l'ACI, organisme officiel national représentant les automobilistes en général. Ce sont ainsi les automobilistes, par l'intermédiaire de leur Club, qui en deviennent les administrateurs et gèrent le Registre public. Ainsi l'ACI, en plus de représenter les intérêts des automobilistes auprès de l'État, exerce une délégation de service public.

## Organisation
Conformément à l'art. 2 du R.D. n° 1814/1927, les archives du PRA sont organisées selon une « banque de données réelle » dans laquelle chaque véhicule est inscrit sur une fiche qui porte le numéro progressif correspondant à celui du permis de circulation (carte grise française)". Par conséquent, toute réclamation ne peut être faite qu'avec la référence du numéro d'immatriculation du véhicule.
Territorialement, le PRA est organisé avec une représentation dans chaque province (département français), tous les véhicules des résidents de cette province doivent y être immatriculés et les formalités ultérieures doivent effectuées. En cas de transfert de propriété à un résident d'une autre province, le dossier sera traité par cette dernière. L'automatisation du PRA et la mise en place du guichet télématique (STA) en 2000 ont facilité les formalités avec la télétransmission.

## Actes nécessitant un enregistrement
L'art. 815 du Code civil italien de 1942, impose que les biens inscrits dans les registres publics sont soumis à des dispositions réglementaires particulières et qu'en l'absence de celles-ci seulement, ils sont régis selon les dispositions des biens mobiliers.
Doivent être déclarés et enregistrés au PRA :
- les contrats de vente de véhicules automobiles, véhicules et remorques d'une capacité supérieure à 3,5 tonnes,
- les garanties (hypothèques) des véhicules immatriculés.

L'art. 2684 du Code civil italien impose que le PRA doit être tenu informé :
- de toute vente et, en tout état de cause, de toute opération et mesure juridique qui, à quelque titre que ce soit, affectent la propriété d'un véhicule,
- des contrats concernant les droits d'usufruit d'un véhicule,
- des questions judiciaires relatives aux actes soumis à transcription ou ayant pour objet de contester la validité de la transcription,
- de la saisie du véhicule.

Doivent également être déclarés :
- la perte de possession (vente, vol, destruction..)
- les interdictions administratives de circulation,
- les contrats de location.

Le PRA est également utilisé comme base de données pour la collecte des taxes sur les véhicules à moteur, la vignette automobile.
L'art. 10 de la loi n° 172 du 8 juillet 2003, exempte les remorques de moins de 3,5 tonnes d'enregistrement auprès du PRA.

## Curiosité
Le registre du PRA étant actualisé en temps réel, est connecté au système Telepass, système de télépéage italien ce qui permet à la Police de la route (Carabinieri ou Polizia) de repérer facilement les véhicules recherchés.